# Campionati mondiali di biathlon 1987
I Campionati mondiali di biathlon 1987 si svolsero in due sedi separate: le gare maschili si disputarono dal 12 al 15 febbraio a Lake Placid, negli Stati Uniti d'America; quelle femminili dal 25 al 28 febbraio a Lahti, in Finlandia. 

## Risultati

### Uomini

#### Sprint 10 km
| Posizione | Atleta              | Nazione          | Tempo   | Penalità |
| --------- | ------------------- | ---------------- | ------- | -------- |
| 1         | Frank-Peter Roetsch | Germania Est     | 29.49,6 | 0+1      |
| 2         | Matthias Jacob      | Germania Est     | 30.38,8 | 0+2      |
| 3         | André Sehmisch      | Germania Est     | 30.55,4 | 1+1      |
| 4         | Dmitrij Vasil'ev    | Unione Sovietica | -       |          |
| 5         | Valerij Medvedcev   | Unione Sovietica | -       |          |
| 6         | Jurij Kaškarov      | Unione Sovietica | -       |          |
| 7         | Vladimir Veličkov   | Bulgaria         | -       |          |
| 8         | Franz Schuler       | Austria          | -       |          |
| 9         | Roger Westling      | Svezia           | -       |          |
| 10        | Spas Slatev         | Bulgaria         | -       |          |

14 febbraio

#### Individuale 20 km
| Posizione | Atleta              | Nazione          | Tempo     | Penalità |
| --------- | ------------------- | ---------------- | --------- | -------- |
| 1         | Frank-Peter Roetsch | Germania Est     | 1:00.00,4 | 0+1+0+0  |
| 2         | Josh Thompson       | Stati Uniti      | 1:00.51,0 | 0+0+0+1  |
| 3         | Jan Matouš          | Cecoslovacchia   | 1:01.15,3 | 0+0+0+0  |
| 4         | Valerij Medvedcev   | Unione Sovietica | -         |          |
| 5         | Jurij Kaškarov      | Unione Sovietica | -         |          |
| 6         | Tapio Piipponen     | Finlandia        | -         |          |
| 7         | Peter Angerer       | Germania Ovest   | -         |          |
| 8         | Ernst Reiter        | Germania Ovest   | -         |          |
| 9         | Fritz Fischer       | Germania Ovest   | -         |          |
| 10        | Jiří Holubec        | Cecoslovacchia   | -         |          |

12 febbraio

#### Staffetta 4x7,5 km
| Posizione | Nazione          | Atleti                                                             | Tempo |
| --------- | ---------------- | ------------------------------------------------------------------ | ----- |
| 1         | Germania Est     | Frank-Peter Roetsch Matthias Jacob André Sehmisch Jürgen Wirth     | -     |
| 2         | Unione Sovietica | Dmitrij Vasil'ev Jurij Kaškarov Aljaksandr Papoŭ Valerij Medvedcev | -     |
| 3         | Germania Ovest   | Ernst Reiter Herbert Fritzenwenger Peter Angerer Fritz Fischer     | -     |

15 febbraio

### Donne

#### Sprint 5 km
| Posizione | Atleta           | Nazione          | Tempo |
| --------- | ---------------- | ---------------- | ----- |
| 1         | Elena Golovina   | Unione Sovietica | -     |
| 2         | Venera Černyšova | Unione Sovietica | -     |
| 3         | Anne Elvebakk    | Norvegia         | -     |
| 4         | Kaija Parve      | Unione Sovietica | -     |
| 5         | Siv Bråten       | Norvegia         | -     |
| 6         | Marija Manolova  | Bulgaria         | -     |
| 7         | Lise Meloche     | Canada           | -     |
| 8         | Nadija Bill'ova  | Unione Sovietica | -     |
| 9         | Anna Sonnerup    | Stati Uniti      | -     |
| 10        | Cvetana Krăsteva | Bulgaria         | -     |

27 febbraio

#### Individuale 10 km
| Posizione | Atleta           | Nazione          | Tempo |
| --------- | ---------------- | ---------------- | ----- |
| 1         | Sanna Grønlid    | Norvegia         | -     |
| 2         | Kaija Parve      | Unione Sovietica | -     |
| 3         | Tuija Vuoksiala  | Finlandia        | -     |
| 4         | Pirjo Mattila    | Finlandia        | -     |
| 5         | Venera Černyšova | Unione Sovietica | -     |
| 6         | Siv Bråten       | Norvegia         | -     |
| 7         | Elena Golovina   | Unione Sovietica | -     |
| 8         | Lise Meloche     | Canada           | -     |
| 9         | Eva Korpela      | Svezia           | -     |
| 10        | Aino Kallunki    | Finlandia        | -     |

25 febbraio

#### Staffetta 3x5 km
| Posizione | Nazione          | Atleti                                      | Tempo |
| --------- | ---------------- | ------------------------------------------- | ----- |
| 1         | Unione Sovietica | Elena Golovina Venera Černyšova Kaija Parve | -     |
| 2         | Svezia           | Inger Björkbom Mia Stadig Eva Korpela       | -     |
| 3         | Norvegia         | Anne Elvebakk Sanna Grønlid Siv Bråten      | -     |

28 febbraio

## Medagliere per nazioni
| Posizione | Nazione          | Oro | Argento | Bronzo | Totale |
| --------- | ---------------- | --- | ------- | ------ | ------ |
| 1         | Germania Est     | 3   | 1       | 1      | 5      |
| 2         | Unione Sovietica | 2   | 3       | 0      | 5      |
| 3         | Norvegia         | 1   | 0       | 2      | 3      |
| 4         | Stati Uniti      | 0   | 1       | 0      | 1      |
| 4         | Svezia           | 0   | 1       | 0      | 1      |
| 6         | Finlandia        | 0   | 0       | 1      | 2      |
| 6         | Germania Ovest   | 0   | 0       | 1      | 1      |
| 6         | Cecoslovacchia   | 0   | 0       | 1      | 1      |